# بارانافيتشي
بارانافيساي (Баранавічы, Барановичи) هي مدينة في مقاطعة بريست في روسيا البيضاء.
يبلغ عدد سكانها حوالي 169122 نسمة.

## المناخ
يظهر الجدول التالي التغييرات المناخية على مدار السنة لبارانافيتشي:
| البيانات المناخية لـبارانافيتشي   | البيانات المناخية لـبارانافيتشي | البيانات المناخية لـبارانافيتشي | البيانات المناخية لـبارانافيتشي | البيانات المناخية لـبارانافيتشي | البيانات المناخية لـبارانافيتشي | البيانات المناخية لـبارانافيتشي | البيانات المناخية لـبارانافيتشي | البيانات المناخية لـبارانافيتشي | البيانات المناخية لـبارانافيتشي | البيانات المناخية لـبارانافيتشي | البيانات المناخية لـبارانافيتشي | البيانات المناخية لـبارانافيتشي | البيانات المناخية لـبارانافيتشي |
| الشهر                             | يناير                           | فبراير                          | مارس                            | أبريل                           | مايو                            | يونيو                           | يوليو                           | أغسطس                           | سبتمبر                          | أكتوبر                          | نوفمبر                          | ديسمبر                          | المعدل السنوي                   |
| --------------------------------- | ------------------------------- | ------------------------------- | ------------------------------- | ------------------------------- | ------------------------------- | ------------------------------- | ------------------------------- | ------------------------------- | ------------------------------- | ------------------------------- | ------------------------------- | ------------------------------- | ------------------------------- |
| الدرجة القصوى °م (°ف)             | 11.0 (51.8)                     | 15.1 (59.2)                     | 20.1 (68.2)                     | 29.0 (84.2)                     | 31.5 (88.7)                     | 32.9 (91.2)                     | 34.7 (94.5)                     | 35.7 (96.3)                     | 31.5 (88.7)                     | 26.1 (79.0)                     | 17.8 (64.0)                     | 11.1 (52.0)                     | 35.7 (96.3)                     |
| متوسط درجة الحرارة الكبرى °م (°ف) | −1.7 (28.9)                     | −0.8 (30.6)                     | 4.5 (40.1)                      | 12.8 (55.0)                     | 19.1 (66.4)                     | 21.6 (70.9)                     | 23.9 (75.0)                     | 23.3 (73.9)                     | 17.4 (63.3)                     | 11.0 (51.8)                     | 3.7 (38.7)                      | −0.7 (30.7)                     | 11.2 (52.2)                     |
| المتوسط اليومي °م (°ف)            | −4.1 (24.6)                     | −3.8 (25.2)                     | 0.6 (33.1)                      | 7.6 (45.7)                      | 13.5 (56.3)                     | 16.2 (61.2)                     | 18.3 (64.9)                     | 17.5 (63.5)                     | 12.3 (54.1)                     | 7.1 (44.8)                      | 1.3 (34.3)                      | −2.9 (26.8)                     | 7.0 (44.6)                      |
| متوسط درجة الحرارة الصغرى °م (°ف) | −6.5 (20.3)                     | −6.6 (20.1)                     | −2.8 (27.0)                     | 2.9 (37.2)                      | 8.0 (46.4)                      | 11.1 (52.0)                     | 13.1 (55.6)                     | 12.3 (54.1)                     | 8.0 (46.4)                      | 3.8 (38.8)                      | −0.8 (30.6)                     | −5.1 (22.8)                     | 3.1 (37.6)                      |
| أدنى درجة حرارة °م (°ف)           | −34.5 (−30.1)                   | −35.4 (−31.7)                   | −28.8 (−19.8)                   | −9.6 (14.7)                     | −4.1 (24.6)                     | 0.9 (33.6)                      | 3.9 (39.0)                      | −0.5 (31.1)                     | −3.4 (25.9)                     | −11.2 (11.8)                    | −19.5 (−3.1)                    | −29.9 (−21.8)                   | −35.4 (−31.7)                   |
| الهطول مم (إنش)                   | 39 (1.5)                        | 32 (1.3)                        | 40 (1.6)                        | 33 (1.3)                        | 59 (2.3)                        | 83 (3.3)                        | 94 (3.7)                        | 59 (2.3)                        | 57 (2.2)                        | 43 (1.7)                        | 42 (1.7)                        | 46 (1.8)                        | 627 (24.7)                      |
| متوسط الأيام الممطرة              | 9                               | 7                               | 8                               | 11                              | 15                              | 15                              | 15                              | 12                              | 13                              | 14                              | 13                              | 10                              | 142                             |
| متوسط الأيام المثلجة              | 16                              | 16                              | 11                              | 3                               | 0.1                             | 0                               | 0                               | 0                               | 0                               | 2                               | 8                               | 15                              | 71                              |
| متوسط الرطوبة النسبية (%)         | 87                              | 84                              | 79                              | 69                              | 68                              | 73                              | 74                              | 73                              | 79                              | 83                              | 88                              | 89                              | 79                              |
| المصدر: Pogoda.ru.net             |                                 |                                 |                                 |                                 |                                 |                                 |                                 |                                 |                                 |                                 |                                 |                                 |                                 |

## توأمة
لبارانافيتشي اتفاقيات توأمة مع كل من:
- يلغافا (6 يونيو 2003 - )[12]
- هينولا (7 سبتمبر 1979 - )[12]
- بيالا بودلاسكا (16 مايو 2001 - )[12]
- كينيشما (يونيو 2002 - )[12]
- Novovolynsk [الإنجليزية]‏ (25 مايو 2003 - )[12]
- تشوكيراو (17 أغسطس 1989 - )[12]
- جودزينا
- Karlovo [الإنجليزية]‏ (29 مايو 1999 - )[12]
- غدينيا (6 فبراير 1993 - )[12]
- شياولياي (27 مايو 2001 - )[12]
- تشاتشاك (2013 - )[12]
- ييسك (2011 - )[12]
- مدينة تشيبي [الإنجليزية]‏ (29 أكتوبر 1997 - )[12]
- فرارة (25 مارس 1998 - )[12]
- Yeysky District [الإنجليزية]‏ منذ (2011 - )[12]
- كالينينغراد (2007 - )[12]
- كونيالتي منذ (2007 - )[12]
- Mytishchinsky District [الإنجليزية]‏ (3 نوفمبر 2000 - )[12]
- مايتشي (3 نوفمبر 2000 - )[12]
- بلدية ناكا [الإنجليزية]‏ (15 أكتوبر 2005 - )[12]
- Nacka [الإنجليزية]‏ (15 أكتوبر 2005 - )[12]
- بولتافا (2010 - )[12]
- Solntsevo District [الإنجليزية]‏ منذ (2007 - )[12]
- Sulęcin [الإنجليزية]‏ منذ (2009 - )[12]
- Sulęcin County [الإنجليزية]‏ منذ (2009 - )[12]
- محافظة تهوا تهين هويه (2007 - )[12]
- Tyresö Municipality [الإنجليزية]‏ منذ (2008 - )[12]
- Vasileostrovsky District [الإنجليزية]‏ (12 مايو 1998 - )[12]

## معرض صور

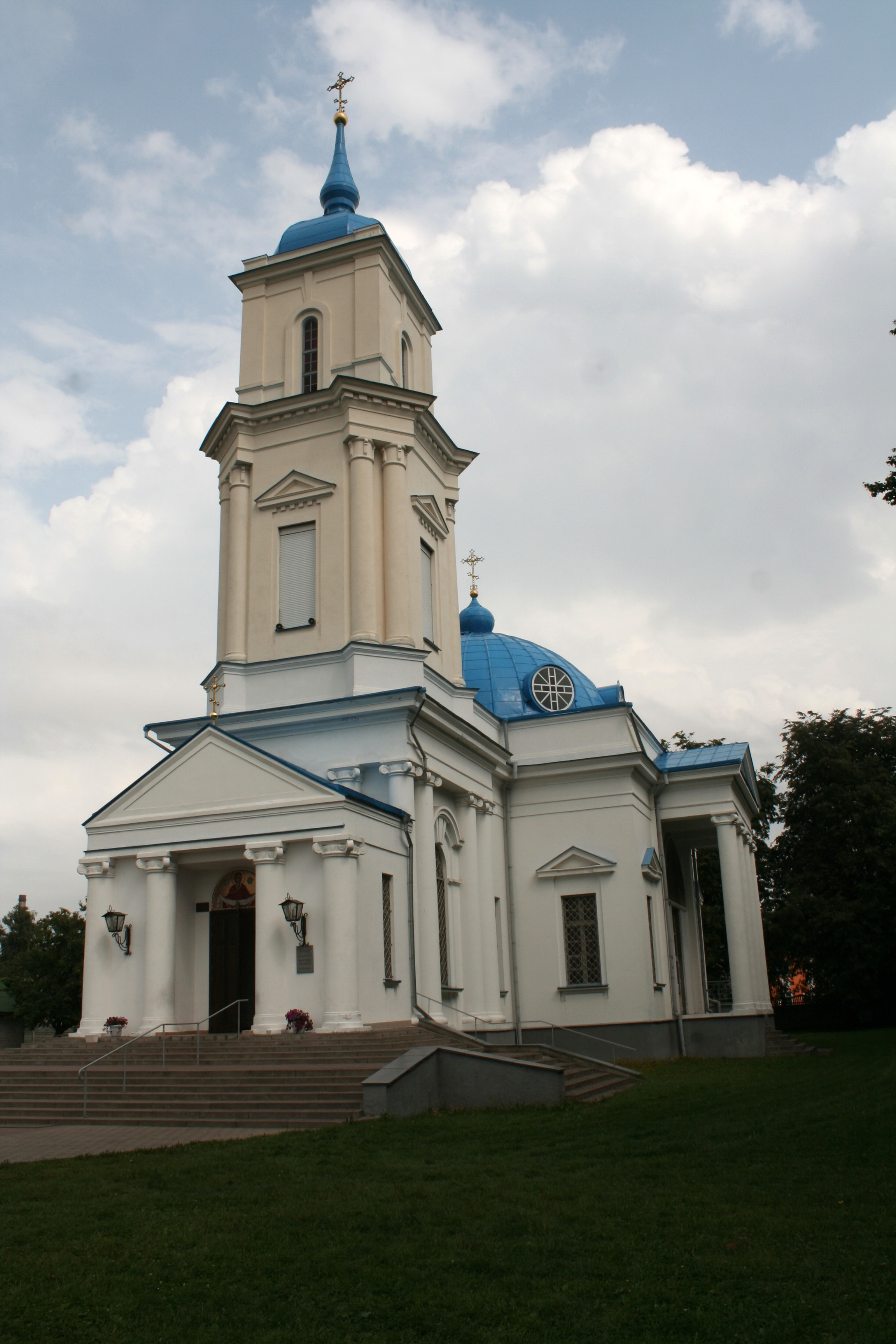
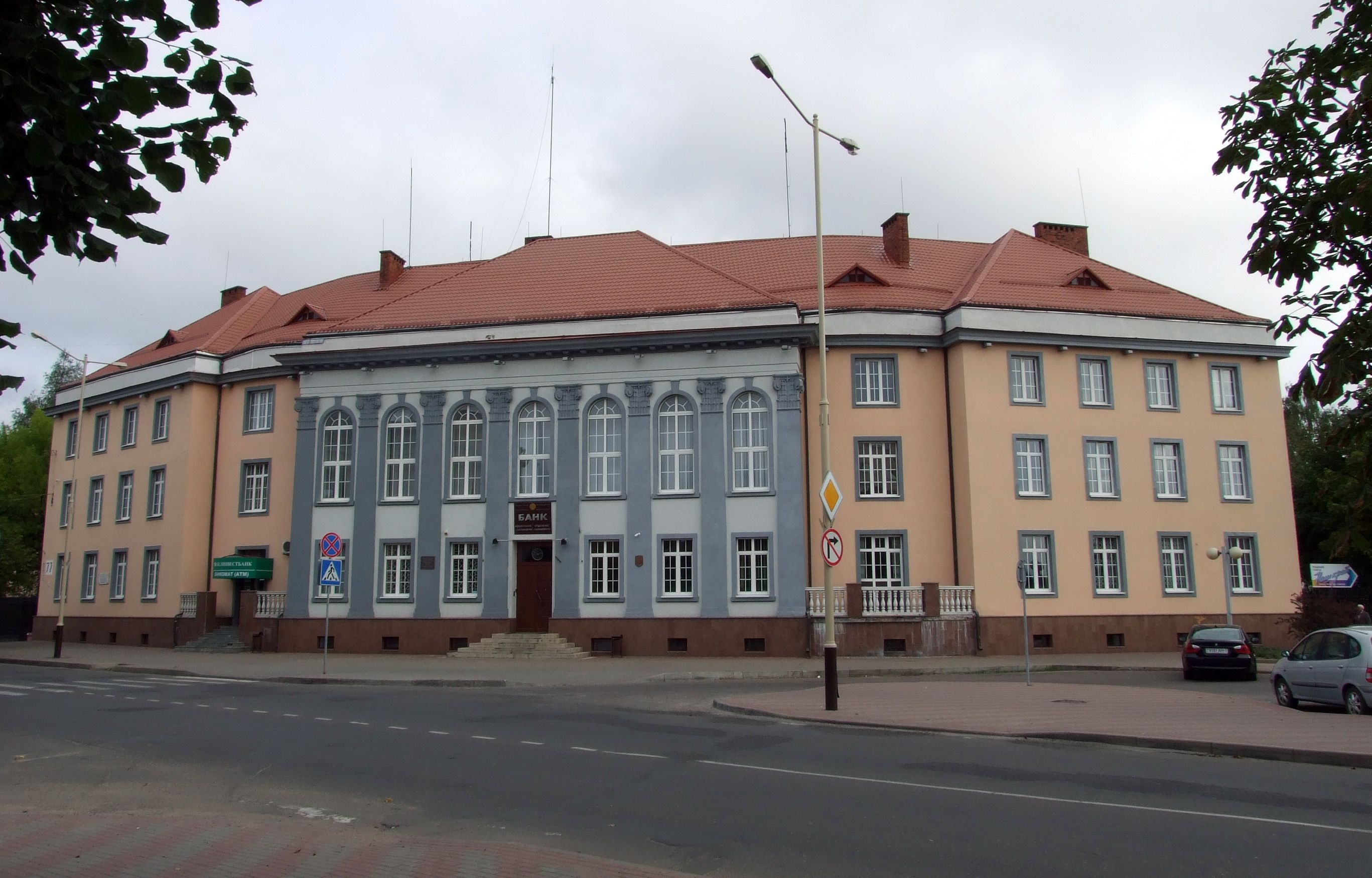
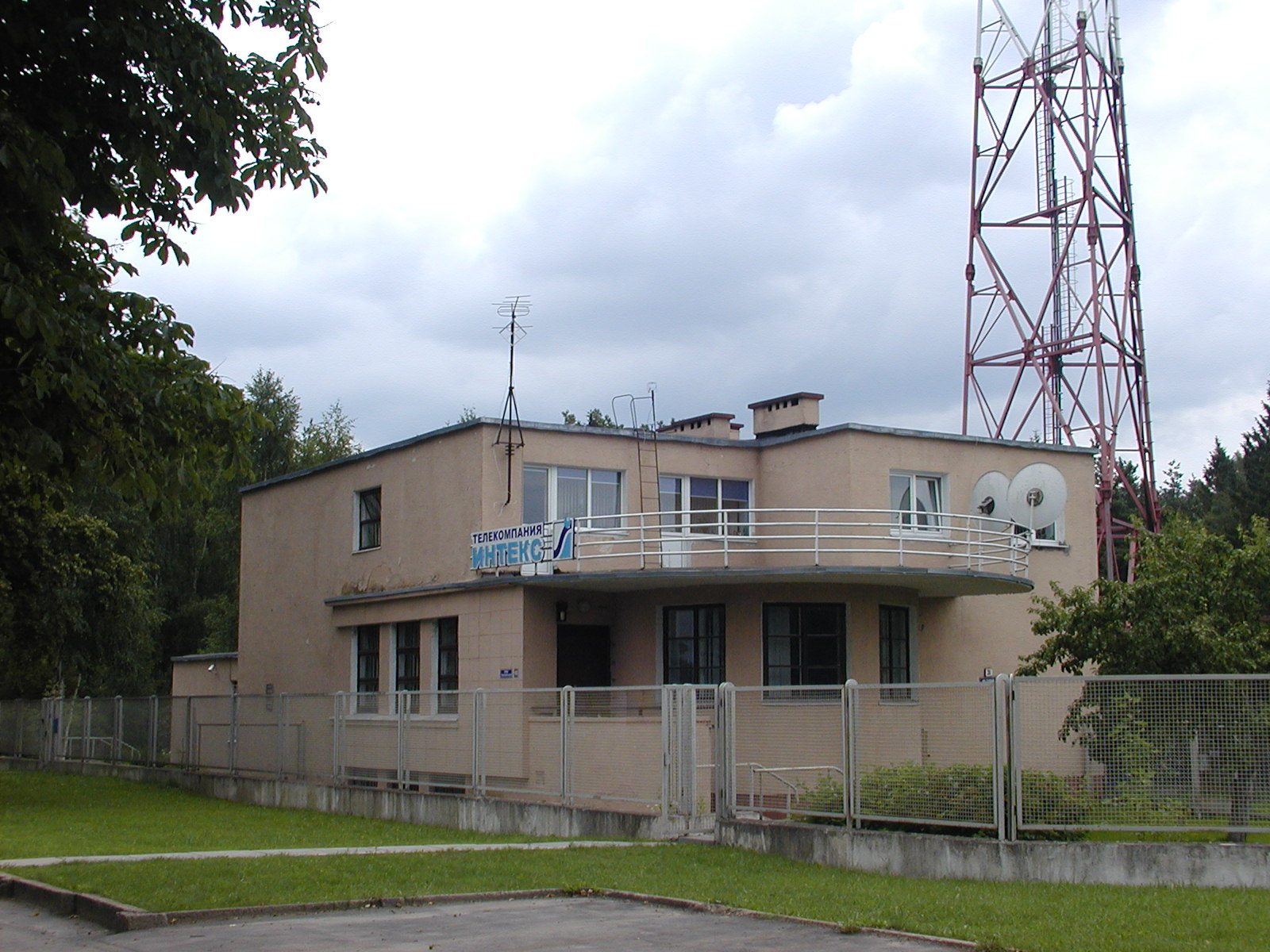
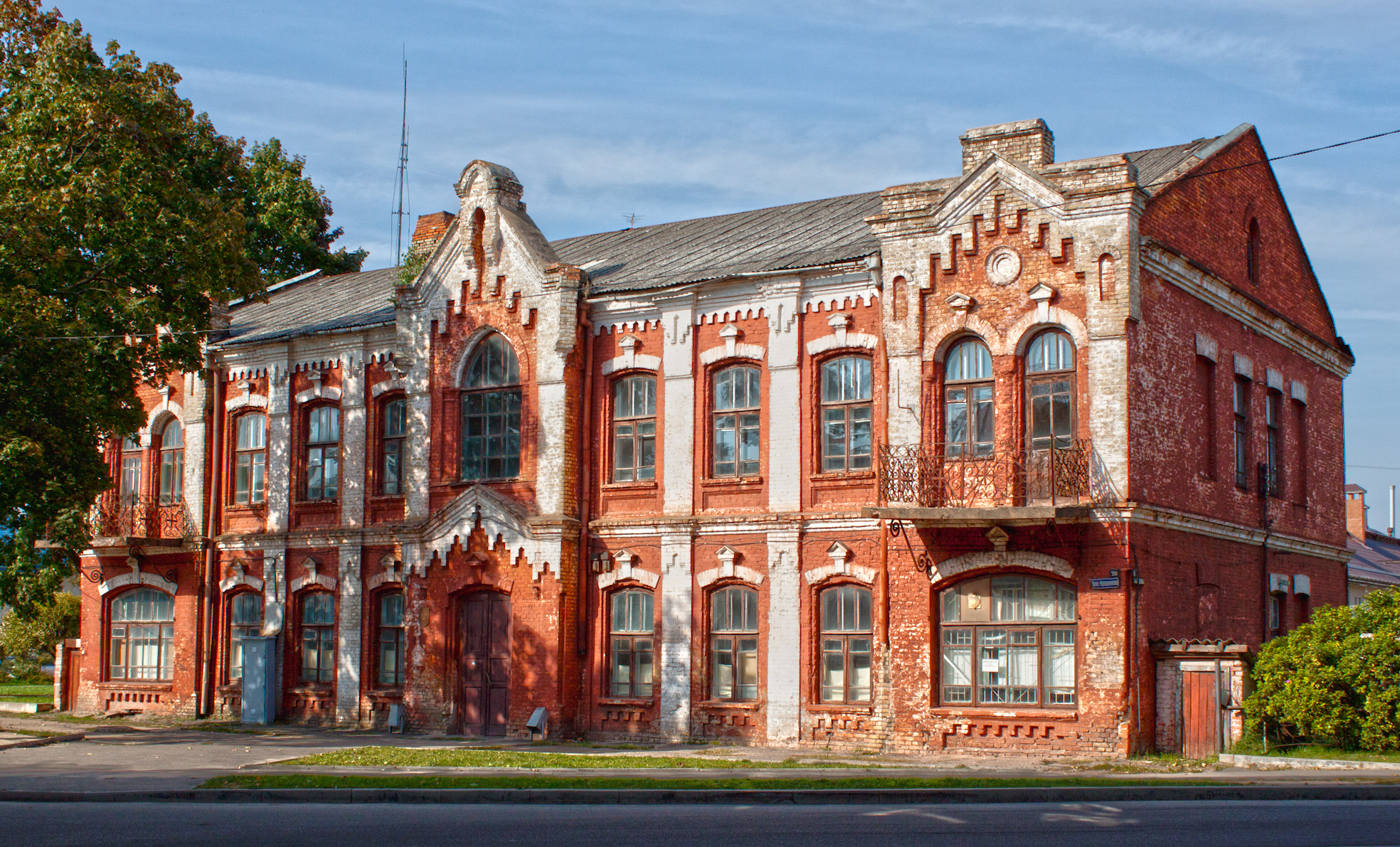
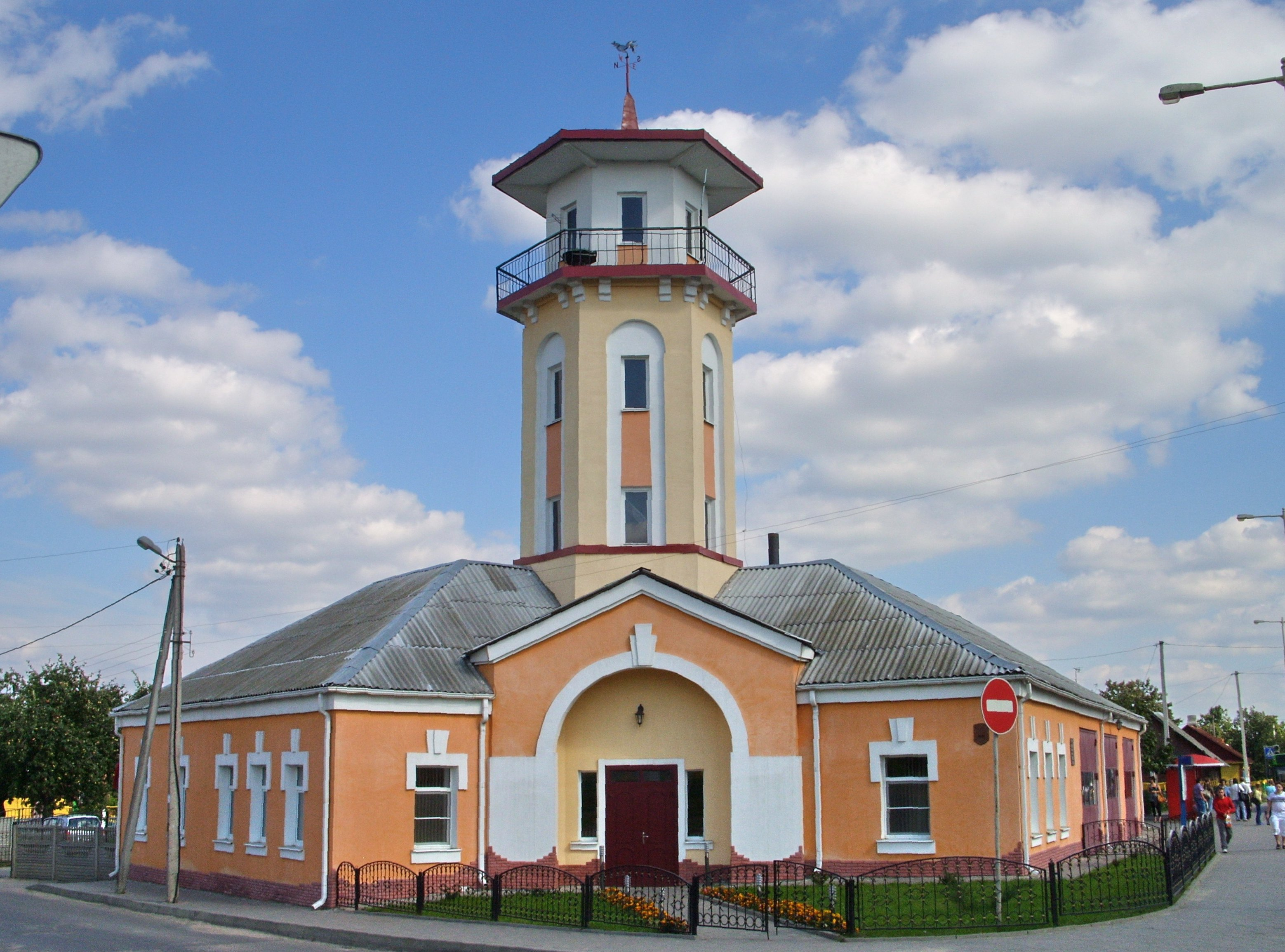
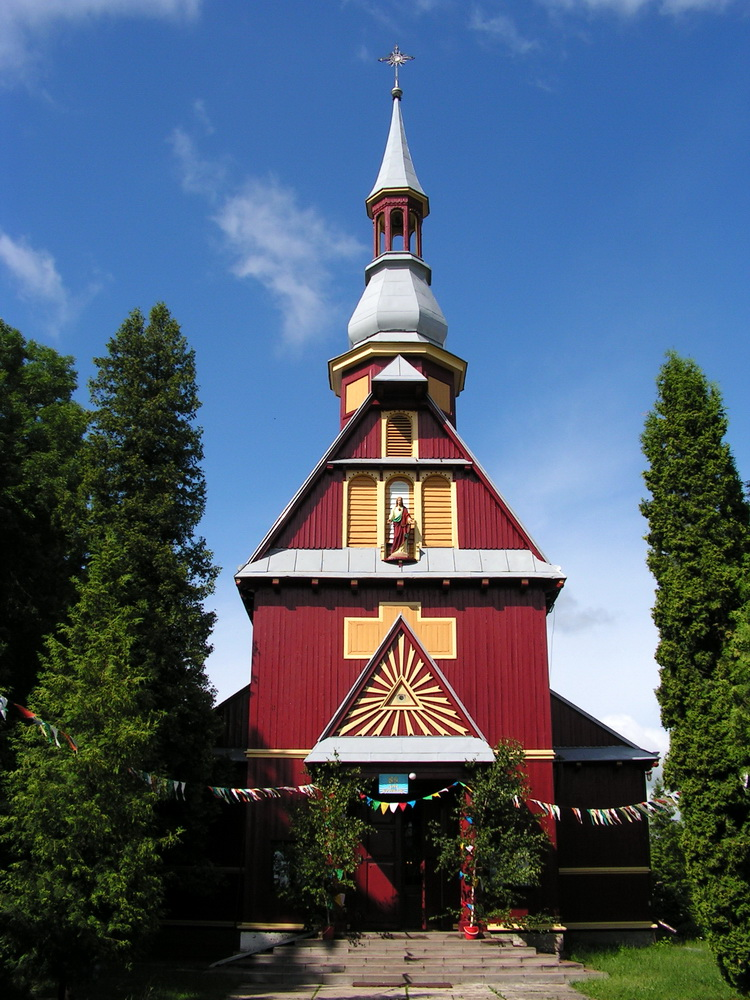

## أعلام
- سيرجي لوزنيتسا